# Al-Rashidstadion
Het Al-Rashidstadion is een multifunctioneel stadion in Dubai, Verenigde Arabische Emiraten. Het stadion wordt vooral gebruikt voor rugby- en voetbalwedstrijden. In het stadion is plaats voor 12.000 toeschouwers.
Dit stadion werd gebruikt voor het Wereldkampioenschap voetbal onder 20 - 2003 en Wereldkampioenschap voetbal onder 17 - 2013.